# لیزا وایس
لیزا وایس یک بازیکن زن فوتبال اهل کشور آلمان است. وی هم‌اکنون برای تیم المپیک لیون بازی می‌کند. او همچنین بازیکن تیم ملی فوتبال زنان آلمان نیز است.

## پیشه

### بین‌المللی
لیزا وایس اولین بازی خود را برای تیم ملی فوتبال زنان آلمان در تاریخ ۱۷ فوریهٔ ۲۰۱۰ و در مقابل تیم کره شمالی انجام داد. او به عنوان بازیکن تعویضی ۱۷ دقیقه به جای نادین آنگرر مصدوم بازی کرد.

## افتخارات

### اف سی آر ۲۰۰۱ دویسبورگ
- بوندس‌لیگا: نایب قهرمان فصل ۲۰۰۷–۲۰۰۶.
- جام حذفی: نایب قهرمان فصل ۲۰۰۷–۲۰۰۶.

### آلمان
- مسابقات فوتبال زنان اروپا: قهرمان سال ۲۰۰۹.